# Mariatroster Bach
Der Mariatroster Bach ist ein Stadtbach in der steirischen Landeshauptstadt Graz. Während seines Verlaufes trägt der Mariatroster Bach mehrere Namen: so wird er während seines Oberlaufes Föllinger Bach oder auch Eisnitzbach genannt, während seines Mittellaufes Mariatroster Bach und während seines Unterlaufes Kroisbach.
Der Mariatroster Bach entspringt südlich von Fasslberg. Das Quellgebiet liegt auf dem Gemeindegebiet von Weinitzen.

## Verlauf

### Oberlauf: Föllinger Bach oder Eisnitzbach
Der Föllinger Bach entsteht aus dem Zusammenfluss mehrerer kleiner Bäche im Weinitzer Ortsteil Fölling. Er folgt der Neusitzstraße, während weitere unbenannte Zubringer einmünden. Der Oberlauf ist weitgehend naturnah erhalten und weist Gewässergüte 2 auf. 

### Mittellauf: Mariatroster Bach
Ab Höhe des Mariatroster Ortsteils Fölling wird der Föllinger Bach Mariatroster Bach genannt. Im Bereich bis zum Tullriegel ist noch das ursprüngliche Bachbett mit einer Vielzahl an Mäandern erhalten. Anschließend durchbricht der Bach eine Schöcklkalkscholle und trennt den Kogelberg vom Purberg. Während seines Verlaufes durch den Grazer Stadtbezirk Mariatrost münden mehrere von der Platte kommende – rechte Nebenbäche ein. Diese sind der Tullbach, der aus der Rettenbachklamm kommende Rettenbach, der Josefbach, der Mariagrüner Bach und der Faulbach. 
Der Mariatroster Bach weist bis zur Einmündung des Josefbaches die Gewässergüte 2 auf, unterhalb die Gewässergüte 2–3.
Entlang des Mariatroster Baches erstreckt sich seit 1999 auf der Länge von zwei Kilometern der 1. Grazer Bachlehrpfad.

### Unterlauf: Kroisbach
Ab Höhe Hilmteich wird der Mariatroster Bach Kroisbach genannt. Während seines Verlaufes durch die Bezirke Geidorf und St. Leonhard fließt er überwiegend in einem Betonbett; ab dem Gelände der Universität für Musik und darstellende Kunst ist das Gewässer komplett überbaut. Der Kroisbach rinnt unterirdisch weiter unter der Mayffredygasse und Wastiangasse bis zur Kreuzung Sparbersbachgasse und Mandellstrasse. Unter dieser Kreuzung fließt er mit dem Leonhardbach zusammen, die gemeinsam den Grazbach bilden.

## Ökologische Bedeutung
Besonders im Oberlauf bis Höhe Tullriegel ist der Mariatroster Bach bzw. Föllingerbach noch weitgehend in naturnahem Zustand. Der Mittellauf ist zwar bereits stark verbaut, jedoch ist die Talsohle intakt. Im Mariatroster Bach kommen folgende Fischarten vor: Gründling, Bachforelle, Elritze, Bachschmerle.
Das Gewässer ist teilweise vom Naturschutzbund Steiermark gepachtet, um schädlichen Einflüssen zu verhindern. Der Mariatroster Bach ist Teil des Steirischen Landschaftsschutzgebietes Nr. 30.

## Wirtschaftliche Nutzung
Die Grazer Zuckerfabrik, ehemals an der heutigen Adresse Herdergasse 3, nutzte das Wasser des Kroisbachs mittels einer Pumpe, die mit der ersten Dampfmaschine der Steiermark betrieben worden ist.